# Ernst Seidl (Kunsthistoriker)

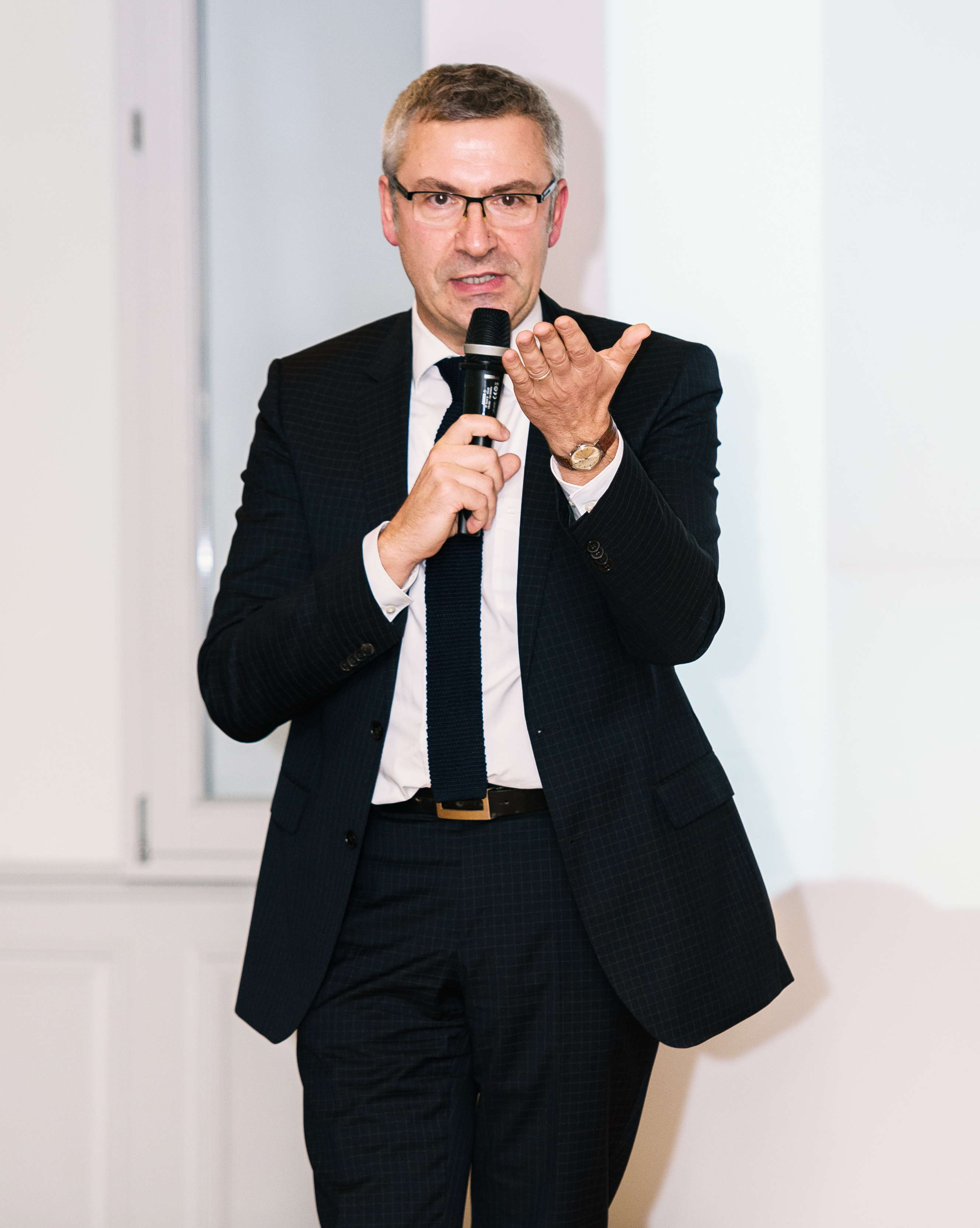
Ernst Seidl (2016)

Ernst Seidl (* 13. Februar 1961 in Nittenau, Oberpfalz, Bayern) ist ein deutscher Kunsthistoriker, Hochschullehrer und Museologe. Er leitet als Direktor das Museum der Eberhard Karls Universität Tübingen (Museum der Universität Tübingen MUT) und arbeitet wissenschaftlich zur Museologie, zur modernen Architekturgeschichte, zum Porträt, zur Objektwissenschaft und zu Universitätssammlungen.

## Leben
Ernst Seidl wuchs als jüngstes von mehreren Geschwistern im ostbayerischen Diepenried bei Nittenau auf. Er legte 1981 sein Abitur ab und studierte von 1982 bis 1989 Kunstgeschichte, Romanistik und Volkskunde an den Universitäten in Regensburg, Hamburg und Frankfurt am Main. Seidl beendete sein Studium mit dem Grad eines Magister artium. Zwischen 1990 und 1996 war Seidl am Graduiertenkolleg Politische Ikonographie der Universität Hamburg, erst als Stipendiat und dann als Wissenschaftlicher Mitarbeiter (Koordinator) bei Martin Warnke tätig. 1994 wurde er bei Klaus Herding (Universität Frankfurt am Main) promoviert mit einer Untersuchung über die Grande Arche in La Défense (Paris) und erwarb den Grad eines Doktors der Philosophie (Dr. phil.).
Ernst Seidl habilitierte sich 2004 im Fach Kunstgeschichte an der Fakultät für Kulturwissenschaften der Universität Tübingen mit dem Thema Achse als Zeichen. Ein urbaner Raumtypus und seine Bedeutung als Gedächtnisform. Er war anschließend als Privatdozent tätig. Nach Lehrstuhlvertretungen an der Ruprecht-Karls-Universität Heidelberg und an der Universität Stuttgart und einer Tätigkeit als Ausstellungskurator und Wissenschaftlicher Mitarbeiter am Haus der Geschichte Baden-Württemberg in Stuttgart übernahm Seidl 2008 die Leitung des Museums der Eberhard Karls Universität Tübingen MUT als Direktor. 2011 wurde er zum außerplanmäßigen Professor ernannt und wurde Mitglied der Arbeitsgruppe des Bundesministerium für Bildung und Forschung (Bonn/Berlin) zur Erstellung von Empfehlungen für wissenschaftliche Universitätssammlungen. 2015 wurde er W3-Professor für Museologie am Kunsthistorischen Institut der Universität Tübingen. Gleichzeitig richtete er im Rahmen der Masterstudiengänge von derzeit neun kulturhistorischen und kunstwissenschaftlichen Fächern die Profillinie „Museum & Sammlungen“ als Schwerpunktstudium ein. Im Jahr 2016 wurde Ernst Seidl Lehrstuhlinhaber am Kunsthistorischen Institut der Universität Tübingen, während er weiterhin Direktor der Zentralen Einrichtung MUT der Universität Tübingen ist. Den Ruf auf die Direktorenstelle des Senckenberg Naturmuseums Frankfurt am Main im Herbst 2019 lehnte er ab, ebenso wie zuvor jenen auf die Direktorenstelle für Sammlungen und Forschung am Deutschen Historischen Museum, Zeughaus Berlin, im Jahr 2015/16.

## Forschungsschwerpunkte und Methoden
Ernst Seidls Forschungsschwerpunkte lagen zunächst im Bereich moderner und zeitgenössischer, insbesondere französischer, Architekturgeschichte; seit einigen Jahren beschäftigt er sich intensiv mit dem gesamten Spektrum der Museologie. Vor allem die Universitätssammlungen als Ressource für Forschung und Lehre sowie die Sammlungsforschung generell stehen auf der wissenschaftlichen Agenda von Seidl. Er forscht außerdem zu Dingen als Wissensmedien, weiterhin zu Politischer Architektur, zu Bau- und Raumtypologie und zu Urbanen Strukturen. Methodisch orientiert er sich an der Ikonographie, den Strukturfragen des Raums sowie vor allem an der Praktischen Museologie. Dabei steht aktuell der Dualismus zwischen objektwissenschaftlichen Ansätzen versus Bildwissenschaft im Fokus seiner Arbeit.

## Weitere Funktionen und Ämter
Ernst Seidl ist wissenschaftlicher Beirat der Guernica Gesellschaft, Karlsruhe, Vorstandsmitglied der Tübinger Kunstgeschichtlichen Gesellschaft TKG und der Freunde des Zimmertheaters Tübingen itz. Zudem ist er Gründungs- und Vorstandsmitglied der Gesellschaft für Universitätssammlungen e. V. in Berlin/Gießen und der Freunde des Museums der Universität Tübingen MUT. Er ist Mitglied sowohl der Exzellenz-Plattform 4 der Universität Tübingen, als auch der Kommission zur Gründung des Tübingen Center for Advanced Studies (TüCAS). Seidl ist außerdem Gutachter für den Fonds für wissenschaftliche Forschung Österreich, die Niedersächsische Landesregierung sowie das Ministerium für Wissenschaft, Forschung und Kunst Baden-Württemberg (MWK). 2016 wurde er in den Sachverständigenrat Kulturgutschutzgesetz des MWK Baden-Württembergs und 2017 in den Beirat des Zeicheninstituts der Universität sowie in das Kuratorium des neuen Invited-Artist-Programms der Universität Tübingen berufen; am 12. Dezember 2019 wurde er für eine dreijährige Amtszeit zum ordentlichen Mitglied des Ehrenausschusses der Universität Tübingen gewählt. Seidl ist zudem Mitglied im Deutschen Verband für Kunstgeschichte, im Museumsverband Baden-Württemberg, im International Council of Museums ICOM, bei UMAC und bei UNIVERSEUM.

## Werke (Auswahl)
Buchreihen
- Schriften des Museums der Universität Tübingen MUT (herausgegeben vom Rektor der Eberhard Karls Universität Tübingen, Bernd Engler, und Ernst Seidl), begründet 2012, bisher erschienen: 28 Bände, 2 in Bearbeitung.
- Kleine Monographien des MUT (herausgegeben von Ernst Seidl und Frank Duerr, seit 2020 von Ernst Seidl und Michael La Corte), begründet 2014, bisher erschienen: 16 Bände, 4 in Bearbeitung.
- Junges Forum für Sammlungs- und Objektforschung (herausgegeben von Ernst Seidl, Frank Steinheimer, Cornelia Weber), begründet 2017, bisher erschienen: 6 Bände, 1 in Bearbeitung.
- Invited Artist of the University of Tübingen (herausgegeben von Ernst Seidl), begründet 2018, bisher erschienen: 5 Bände, 1 in Bearbeitung.

 Monographien und Herausgeberschaften 
- mit H. Hipp (Hrsg.): Architektur als politische Kultur. Philosophia practica. Reimer, Berlin 1996, ISBN 3-496-01149-1.
- La Grande Arche in Paris. Form – Macht – Sinn. Kovač, Hamburg 1998, ISBN 3-86064-702-4. (Phil. Diss., Univ. Frankfurt/Main).
- mit A. Köstler (Hrsg.): Bildnis und Image. Das Portrait zwischen Intention und Rezeption. Böhlau, Köln/Weimar/Wien 1998, ISBN 3-412-02698-0.
- „Zuteilungsreif“ – Bausparergeschichten aus dem Südwesten. Stuttgart 2005. (Ausst.-Kat., Haus der Geschichte Baden-Württemberg, Redaktion)
- Lexikon der Bautypen. Funktionen und Formen der Architektur, Stuttgart: Reclam, 2006 (1. Auflage), ISBN 978-3-15-010572-6.
- „Jud Süß“ – Propagandafilm im NS-Staat. Stuttgart 2007. (Ausst.-Kat., Haus der Geschichte Baden-Württemberg)
- mit Nicholas J. Conard (Hrsg.): Das Mammut vom Vogelherd. Tübinger Funde der ältesten erhaltenen Kunstwerke. MUT, Tübingen 2008, ISBN 978-3-9812736-0-1.
- KörperWissen. Erkenntnis zwischen Eros und Ekel. MUT, Tübingen 2009, ISBN 978-3-9812736-1-8.
- Philipp Melanchthon. Seine Bedeutung für Kirche und Theologie, Bildung und Wissenschaft. Neukirchner, Neukirchen-Vluyn 2010, ISBN 978-3-7887-2464-1.
- Vom Schüler der Burse zum "Lehrer Deutschlands". Philipp Melanchthon in Tübingen. Tübingen 2010, ISBN 978-3-941818-00-2.
- Der Himmel. Wunschbild und Weltverständnis. MUT, Tübingen 2011, ISBN 978-3-9812736-2-5.
- Künstler für Studenten. Bilder der Universitätszeichenlehrer 1780–2012. Tübingen 2012, ISBN 978-3-941818-13-2.
- Schätze aus dem Schloss Hohentübingen. Ausgewählte Objekte aus den Sammlungen des Museums der Universität Tübingen MUT. (= Schriften des Museums der Universität Tübingen MUT. Band 1). MUT, Tübingen 2012, ISBN 978-3-9812736-4-9.
- Wie Schönes Wissen schafft. (= Schriften des Museums der Universität Tübingen. Band 3). MUT, Tübingen 2013, ISBN 978-3-9812736-6-3.
- Lexikon der Bautypen. Funktionen und Formen der Architektur, Stuttgart: Reclam, 2012 (2. Auflage), ISBN 978-3-15-018972-6.
- La Défense – „Métro, boulot, dodo“ (Text: E. Seidl, Fotografien: G. Vogler). disadorno, Berlin 2013, ISBN 978-3-941959-04-0.
- Aufmacher. Titelstorys deutscher Zeitschriften. (= Schriften des Museums der Universität Tübingen MUT. Band 5). MUT, Tübingen 2014, ISBN 978-3-9812736-8-7.
- Treasures of Hohentübingen Castle. (= Schriften des Museums der Universität Tübingen. Band 4). MUT, Tübingen 2014, ISBN 978-3-9816616-3-7. (engl.)
- Forschung – Lehre – Unrecht. Die Universität Tübingen im Nationalsozialismus. (= Schriften des Museums der Universität Tübingen. Band 9). MUT, Tübingen 2015, ISBN 978-3-9816616-5-1.
- Wohin damit? Strandgut der Wissenschaft. (= Schriften des Museums der Universität Tübingen MUT, Band 10). Tübingen: MUT, 2015, ISBN 978-3-9816616-6-8.
- Sichtbare Sammlungen. Diskurse und Dokumente des Projekts "MAM|MUT". (= Schriften des Museums der Universität Tübingen. Band 11). MUT, Tübingen 2016, ISBN 978-3-9816616-9-9.
- Krankheit als Kunst(form). Moulagen der Medizin. (= Schriften des Museums der Universität Tübingen. Band 12). MUT, Tübingen 2016, ISBN 978-3-9817947-0-0.
- Museen + Sammlungen der Universität Tübingen. (= Schriften des Museums der Universität Tübingen. Band 14). MUT, Tübingen 2016, ISBN 978-3-9817947-4-8.
- Toni. Geschichte(n) einer Frau. MUT, Tübingen 2016, ISBN 978-3-9817947-3-1.
- Ursprünge. Schritte der Menschheit / Origins. Steps of Humankind. (= Schriften des Museums der Universität Tübingen. Band 15). MUT, Tübingen 2017, ISBN 978-3-9817947-9-3.
- mit F. Steinheimer und C. Weber (Hrsg.): Materielle Kultur in universitären und außeruniversitären Sammlungen. (= Junges Forum für Sammlungs- und Objektforschung. Band 1). Online. HU Berlin, 2017. edoc.hu-berlin.de (124 S)
- Mathematik mit Modellen. Alexander von Brill und die Tübinger Modellsammlung. (= Schriften des Museums der Universität Tübingen. Band 16). MUT, Tübingen 2018, ISBN 978-3-9819182-0-5.
- „Ich kann nicht nichtschön sein“. Invited Artist Mohammad Ghazali (dt./engl.). Invited Artist of the University of Tübingen I, Band 1, Tübingen: MUT, 2018, ISBN 978-3-9819182-3-6.
- Objektkulturen der Sichtbarmachung. Junges Forum für Sammlungs- und Objektforschung, Band 2 (hg. mit F. Steinheimer, C. Weber, 108 S.); Online HU Berlin, 2018.
- Ex machina. Leonardo da Vincis Maschinen zwischen Wissenschaft und Kunst, Schriften des Museums der Universität Tübingen MUT, Band 18. Tübingen: MUT, 2019, ISBN 978-3-9819182-7-4.
- Zur Sache! Objektwissenschaftliche Ansätze der Sammlungsforschung. Junges Forum für Sammlungs- und Objektforschung, Band 3 (hg. mit F. Steinheimer, C. Weber, 124 S.); Online HU Berlin, 2019.
- Aus der Tiefenzeit. Die Paläontologische Sammlung der Universität Tübingen (hg. mit E. Bierende und I. Werneburg, 530 S.), Schriften des Museums der Universität Tübingen MUT, Band 20. Tübingen: MUT, 2021, ISBN 978-3-9821339-3-5.
- Spurenlesen. Methodische Ansätze der Sammlungs- und Objektforschung. Junges Forum für Sammlungs- und Objektforschung, Band 4 (hg. mit F. Steinheimer, C. Weber, 156 S.); Online HU Berlin, 2020.
- Life and meaning... it's personal. Invited Artist Morgan O'Hara (dt./engl.). Invited Artist of the University of Tübingen II, Band 2, Tübingen: MUT, 2020, ISBN 978-3-9821339-2-8.
- Lexikon der Bautypen. Funktionen und Formen der Architektur, Stuttgart: Reclam, 2021 (3. Auflage), ISBN 978-3-15-014206-6.
- Dental|Things. Die zahnmedizinische Sammlung der Universität Tübingen (hg. mit D. Kühner, A. Prutscher, 300 S.), Schriften des Museums der Universität Tübingen MUT, Band 23. Tübingen: MUT, 2021, ISBN 978-3-9821339-9-7.
- „Feel the Touch“. Invited Artist of the University of Tübingen III, Zurab Bero, Tbilisi/Georgia, Workshops Autumn 2021. Invited Artist of the University of Tübingen, Band 3. Tübingen: MUT, 2022, ISBN 978-3-949680-01-4.
- Troia, Schliemann und Tübingen (mit S. W. E. Blum, M. Pienazek, M. La Corte), Schriften des Museums der Universität Tübingen MUT, Band 25. Tübingen: MUT, 2022, ISBN 978-3-949680-04-5.
- „Drawing in Motion“. Invited Artist of the University of Tübingen IV, Takehito Koganezawa, Tokyo/Japan, Workshops Summer 2022. Invited Artist of the University of Tübingen, Band 4. Tübingen: MUT, 2022, ISBN 978-3-949680-03-8.
- Kunst an der Universität Tübingen (hg. mit E. Bierende und M. La Corte), Schriften des Museums der Universität Tübingen MUT, Bd. 28. Tübingen 2023, ISBN 978-3-949680-06-9.
- „Whispering Bodies“. Invited Artist of the University of Tübingen V, Adrian Turner, London/Stuttgart, Workshops Summer 2023. Invited Artist of the University of Tübingen, Band 5. Tübingen: MUT, 2024, ISBN 978-3-949680-10-6.
- Kunst und Kult. Die Altamerikasammlung der Universität Tübingen aus dem Nachlass Pelling Zarnitz (= Schriften des Museums der Universität Tübingen, MUT, Bd. 31). Tübingen 2024, ISBN 978-3-949680-12-0.
- Lexikon der Bautypen. Funktionen und Formen der Architektur, Stuttgart: Reclam, 2025 (4. Auflage), ISBN 978-3-15-014206-6.

 Aufsätze (Auswahl) 
- Eine Anmerkung zur Baugeschichte der Gare d’Orsay in Paris. In: Architectura. Zeitschrift für die Geschichte der Baukunst. Nr. 2/92, 1993, S. 179–192.
- Grand Axe – Paris. In: H. Engel, W. Ribbe (Hrsg.): Via Triumphalis. Geschichtslandschaft Unter den Linden zwischen Friedrich-Denkmal und Schloßbrücke. Akademie, Berlin 1997, S. 131–145.
- Das Paradox und sein Bild: François Mitterrands Staatsportrait. In: A. Köstler, E. Seidl (Hrsg.): Bildnis und Image. Das Portrait zwischen Intention und Rezeption. Böhlau, Köln/Weimar/Wien 1998, S. 335–349.
- Grands Projets: Grande Nation? Mitterrands Kunst der Politik. In: A. Pribersky, B. Unfried (Hrsg.): Symbole und Rituale des Politischen. Ost- und Westeuropa im Vergleich. Lang, Frankfurt am Main 1999, S. 239–254.
- Die Räume, die Kunst und die Kritik. Über die zunehmende Emanzipation der Rezension von ihrer Ausstellung. In: Der Weimarer Bilderstreit. Szenen einer Ausstellung. Eine Dokumentation. Verlag für Geisteswissenschaften, Weimar 2000, S. 319–328.
- Transitorisch transhistorisch, oder: Die Gemse vor dem Alpenpanorama. Wiener Schule und die Zukunft der Kunstgeschichte. In: Kunsthistoriker aktuell. Mitteilungen des Österreichischen Kunsthistorikerverbandes. Nr. 4, 2002, S. 1–2.
- Ausweitung der Toleranzzone oder zwischen Aura und Exzeß. CAAD und sein Einfluß auf die ästhetische Entwicklung und Wahrnehmung zeitgenössischer Architektur. In: Karl Möseneder, Gosbert Schüßler (Hrsg.): "Bedeutung in den Bildern". Festschrift für Joerg Traeger zum 60. Geburtstag. Schnell & Steiner, Regensburg 2002, S. 381–398.
- Der Raum Museumsinsel: Akropolis, Agora und Achse im Fokus urbaner Perspektiven. In: Th. Hensel, A. Köstler (Hrsg.): Einführung in die Kunstwissenschaft. Reimer, Berlin 2005, S. 2–3.
- „Urbane Identität“ durch skulpturale Bauten? Zum Phänomen architektonischer Anleihen über Kunstgrenzen hinweg. In: Paul Sigel, Bruno Klein (Hrsg.): Konstruktionen urbaner Identität. Zitat und Rekonstruktion in Architektur und Städtebau der Gegenwart. Berlin 2006, S. 125–145.
- Gattungsprobleme? Anmerkungen zur architektonischen Plastik im Karlsruher Stadtraum. In: K. Büttner, M. Papenbrock (Hrsg.): Kunst und Architektur in Karlsruhe. Festschrift für Norbert Schneider. Karlsruhe 2006, S. 155–168.
- Zerstörungsphänomene in der Baukunst: Atektonik statt Dekonstruktion. In: Bettina Paust, Johannes Bilstein, Peter M. Lynen, Hans Peter Thun (Hrsg.): Aufbauen – Zerstören. Phänomene und Prozesse der Kunst. Oberhausen 2007, S. 57–68.
- Politischer Raumtypus. Eine Einführung in eine vernachlässigte Kategorie. In: Ernst Seidl: Politische Raumtypen. (= Jb. der Guernica-Gesellschaft. 11). Göttingen 2009, S. 9–19.
- Das Porträt der Stadt. Ansichten Tübingens von Süden. In: E. Blattner, K. Wiegmann: Stadtbild – Weltbild. Tübingen 2009, S. 13–19.
- Unter den Linden der Champs-Elysées. Achsen und ihre Brüche als symbolische Formen. In: Nanni Baltzer, Philipp Ursprung (Hrsg.): Art history on the move. Festschrift für Kurt W. Forster. Zürich 2010, S. 298–312.
- MUT zum „KörperWissen“! Aufgaben und Strategien des Museums der Universität Tübingen. In: Cornelia Weber, Klaus Mauersberger (Hrsg.): Universitätsmuseen und -sammlungen im Hochschulalltag. Aufgaben – Konzepte – Perspektiven. Beiträge zum Symposium vom 18.–20. Februar 2010 an der Humboldt-Universität zu Berlin. Berlin 2011, S. 119–126.
- „Was ist ein antisemitischer Film?“ Über eine umstrittene Kategorie. In: Antisemitismus im Film. HdG, Stuttgart 2011, S. 19–31.
- Kunst und Wunderkammer und Porträt. In: Stefan Jordan, Jürgen Müller: Lexikon der Kunstwissenschaft. Stuttgart 2012, S. 214–217, 266–26. ?
- Schöner Gigolo – armer Baron ... In: Unter vier Augen. Sprachen des Porträts. Hg. von der Staatlichen Kunsthalle Karlsruhe. Kerber, Bielefeld 2013, S. 264–269.
- Neue Fächer – neue Bautypen? Universitätsbauten der Kaiserzeit. In: K. Söllner, J. Hennecke (Hrsg.): Unternehmen Bibliothek. 100 Jahre Alte Universitätsbibliothek. FAU University Press, 2014, S. 17–32.
- Sammlungen retten. Deponieren, inventarisieren und ausstellen mit Studierenden. In: C. Nawa, E. Seidl (Hrsg.): Wohin damit? Strandgut der Wissenschaft. MUT, Tübingen 2015, S. 11–14.
- Reizvoller Schrecken. Moulagen als Forschungs-, Lehr- und Schauobjekte. In: Edgar Bierende, Peter Moos, Ernst Seidl (Hrsg.): Krankheit als (Kunst)Form. Moulagen der Medizin. Tübingen 2016, S. 10–15.
- Das Museum und die Sammlungen der Universität Tübingen: Chancen, Herausforderungen, Perspektiven. In: Ernst Seidl (Hrsg.): Museen + Sammlungen der Universität Tübingen. MUT, Tübingen 2016, S. 16–26.
- Schätze bewahren und nutzen. Das Museum der Universität Tübingen. In: Tübinger Blätter. 104. Jg., 2018 (2017 erschienen), S. 103–106.
- Die Modelle, Brill und das Projekt. In: E. Seidl, F. Loose, E. Bierende (Hrsg.): Mathematik mit Modellen. Alexander von Brill und die Tübinger Modellsammlung. MUT, Tübingen 2018, S. 18–33.
- Materialisierte Theorie – objektivierte Ästhetik. Die mathematischen Modelle als Phänomene der Kunst. In: E. Seidl, F. Loose, E. Bierende (Hrsg.): Mathematik mit Modellen. Alexander von Brill und die Tübinger Modellsammlung. MUT, Tübingen 2018, S. 133–153.
- Eminente Potentiale und ethische Probleme. Beispiele zum Umgang mit human remains aus dem MUT. In: Sandra Mühlenberend, Jakob Fuchs, Vera Marušic (Hrsg.): Unmittelbarer Umgang mit menschlichen Überresten in Museen und Universitätssammlungen. Statements und Fallbeispiele. 2018, S. 141–152.(wissenschaftliche-sammlungen.de).
- mit F. Dürr und K. Dipold: Alles ‚e‘ oder was? Von der iDee zur Realität in Universitätsmuseen. In: Postref/Preref. Zukunft ausstellen. (= Szenographieband DASA Dortmund). Dortmund 2019, S. 54–57.
- Das Denken im Tun. Die Zeichnung als Medium der Forschung. In: E. Seidl, F. Dürr, M. La Corte (Hrsg.): Ex Machina. Leonardo da Vincis Maschinen zwischen Wissenschaft und Kunst. MUT, Tübingen 2019, S. 42–49.
- Das Sammeln als Wissensmaschine. Leonardos enzyklopädische Kunst. In: E. Seidl, F. Dürr, M. La Corte (Hrsg.): Ex Machina. Leonardo da Vincis Maschinen zwischen Wissenschaft und Kunst. MUT, Tübingen 2019, S. 50–55.
- Zur Sache! Objektwissenschaftliche Ansätze der Sammlungsforschung. In: E. Seidl, F. Steinheimer, C. Weber: Zur Sache! Objektwissenschaftliche Ansätze der Sammlungsforschung. Junges Forum für Sammlungs- und Objektforschung. Band 3, Online HU Berlin, 2019 (erschienen 2020), S. 9–13.
- Gleichgewicht am Erwartungshorizont: Der urbanistische Erfahrungsraum der Achse. In: C. Zumbusch, E. Goebel (Hrsg.): Balance: Figuren des Äquilibriums in den Kulturwissenschaften. De Gruyter, Berlin/Boston 2020, S. 205–216.
- Musées universitaires et restes humains: potentiel pour l’histoire de l’art, problèmes éthiques. In: Histoire de l’Art. Nr. 84/85, Paris 2019/2020, S. 255–266.
- Das Erbe nicht nur bewahren, sondern auch nutzen. Die wissenschaftlichen Sammlungen sind Museen, Forschungsinfrastruktur und Verbrauchsmaterial gleichermaßen. In: A. Maget Dominicé, C. Stein, N. Wolf (Hrsg.): Lehr- und Schausammlungen im Wandel. Reimer, Berlin 2021, S. 95–118.
- Ein Bedürfnis nach Ordnung. Der Typus in der Architektur. In: Die Architekt. Bund Deutscher Architekten BDA, Nr. 3: Typologie als Ressource – Die gebaute Welt besser verstehen, 2022, S. 22–27.
- Troia in Tübingen. In: E. Seidl, S. W. E. Blum, M. Pienazek, M. La Corte (Hg.): Troia, Schliemann und Tübingen, Schriften des Museums der Universität Tübingen MUT, Band 25. Tübingen: MUT, 2022, S. 12–17.
- Troia Trash. Von der Höhe in die Breite und zurück. In: E. Seidl, S. W. E. Blum, M. Pienazek, M. La Corte (Hg.): Troia, Schliemann und Tübingen, Schriften des Museums der Universität Tübingen MUT, Band 25. Tübingen: MUT, 2022, S. 220–229.
- Organismus als Objekt. Wissenschaftliche Sammlungen und ethische Fragen an die Kunstgeschichte. In: E. Beaucamp, R. Kaske, T. Moser (Hg.): Objects and Organisms. Vivification – Reification – Transformation, Berlin/Boston 2023, S. 23–36.
- Grenzfälle und Grauzonen. Was ist "Kunst an der Universität?". In: E. Seidl, E. Bierende, M. La Corte (Hg.): Kunst an der Universität Tübingen, Schriften des Museums der Universität Tübingen MUT, Band 28. Tübingen: MUT, 2023, S. 24–37